# جيم تي. ليندساي
جيم تي. ليندساي هو محامي وسياسي أمريكي، ولد في 1 فبراير 1926، وتوفي في 2 أبريل 2013. نشط حزبياً في الحزب الديمقراطي. وقد انتخب Speaker of the Texas House of Representatives ‏.